# Попів Яр
По́пів Яр — село Іллінівської сільської громади Краматорського району Донецької області, України.

## Загальні відомості
Відстань до центру громади становить близько 23 км і проходить автошляхами місцевого значення.
Біля села є Бирюцький кар'єр ПРАТ «Веско» та кар'єр «Добропільський 1» ТОВ «Кераммеханізація».

## Історична довідка
З початком радянської окупації була утворена Русин-Ярська сільська рада, куди 1926 року увійшли: хутір Русин Яр, сільське господарство Артіль “Нацмен” (Чепчиковатий), хутір Видного, хутір Геєвська Полтавка, хутір Гродівська Полтавка, хутір Надія, хутір Миколаївська Полтавка №1, хутір Миколаївська Полтавка №2, хутір Попів Яр, хутір Розівська Полтавка.
Населення хутору Попів Яр 1926 року складало 47 мешканців, з яких всі - українці.
Свою назву хутір отримав по розташуванню у балці Попів Яр - лівої притоки Полтавки. 
Вперше на мапах хутір нанесено 1928 року. Поблизу розташовувався хутір Гродівська Полтавка.
1936 року до Русин-Ярської сільської ради входили: хутір Русин-Яр, хутір Видного, хутір Горний, хутір Гродівка, хутір Надія, хутір Полтавка №1, хутір Полтавка №2, хутір Попів-Яр, хутір Рогівка та хутір Чепчиковатний.
Хутір Гродівська Полтавка від 1938 значиться просто як Гродівка і нанесений на мапах до 1954 року.

## Цікаві факти
2011 року біля села Попів Яр археологічна експедиція Донецького обласного краєзнавчого музею проводила розкопки. Тоді були досліджені п’ять курганів, в яких були знайдені поховання, яким кілька тисяч років.
Поховання із групи Попів Яр 2 належало молодому чоловіку. Похоронний інвентар складався з однієї посудини. Плита із зображеннями була перекриттям могильної ями.
Попів-ярська плита, що була знайдена у похованні, якийсь час використовувалася під час якихось ритуалів, ймовірно, вони мали календарний сезонний характер.
За місцевою легендою в один із курганів постійно б’є блискавка, яку, ніби як, притягує золото, що там закопане.

## Населення
За даними перепису 2001 року населення села становило 120 осіб, із них 97,5 % зазначили рідною мову українську та 1,67 % — російську.

## Вулиці
В селі лише дві вулиці - Миру та Смирнова.